# Hôtel de ville de Chaumes-en-Brie
L'hôtel de ville de Chaumes-en-Brie est un édifice administratif du XIXe siècle situé à Chaumes-en-Brie, en France.

## Situation et accès
L’édifice est situé sur la place du Maréchal-Foch, entre les rues Carnot (au sud) et Louis-Quinton (au nord), vers le centre de Chaumes-en-Brie. Plus largement, il se trouve dans le département de Seine-et-Marne, en région Île-de-France.

## Histoire
La cérémonie d'inauguration et d'installation des « bustes de la République » a lieu le 6 juin 1880. Dès le matin, le son des cloches et le bruit du canon annoncent la solennité. Des localités voisines accourent « plus de cinq mille personnes », selon La Presse, accueillant le député Horace de Choiseul-Praslin et le préfet Charles Patinot. « Vive la République ! » est multiplement crié lors de cet événement. En tête de la fanfare, qui interprète La Marseillaise, marche son fondateur : le curé de la paroisse, alors que le contexte de cette année se prête à l'expulsion des congrégations.